# Talento chileno
Talento chileno fue un programa de televisión chileno transmitido por Chilevisión y conducido en sus últimas temporadas por Eva Gómez. Está basado en el popular formato inglés Got Talent, que tiene sus propias versiones en otros países como España, Reino Unido, Suecia y Argentina, entre otros. Consta de 3 jurados encargados de seleccionar personas con determinados talentos, de los que saldrá el ganador elegido por el público. El programa fue elegido para ser transmitido por CHV cada día lunes comenzando por el 27 de septiembre de 2010, en horario estelar, después de Chilevisión Noticias.
Los primeros cinco capítulos de la temporada de estreno marcaron un promedio de 30.1 y picos de 40 puntos de cuota de pantalla, siendo de los momentos televisivos más vistos en Chile durante 2010, después de los partidos de la Selección chilena de fútbol en el Mundial de Fútbol de 2010, el Festival de Viña del Mar, la final de la tercera temporada de Fiebre de baile, el final de Mujeres de lujo y el rescate de los mineros del derrumbe de la mina San José.
Camila Silva fue la ganadora de la primera temporada y se presentó en el Festival de Viña del Mar 2011.
En 2021, Mega anunció su nueva versión del programa, llamada Got Talent Chile.

## Producción
El programa en sus ediciones correspondientes a las semifinales y galas finales son transmitidos desde los estudios de Chilefilms y cada capítulo tiene un costo de $30 millones de pesos, y en cuanto a las ganancias durante la primera temporada, llegaron a los $70 millones de pesos principalmente por concepto de publicidad.

### Formato
El programa consiste en participantes que demuestran su destreza en diversas disciplinas como el canto, danza, humor, varietés, etc. Mientras dura la actuación, tres jueces deciden si el concursante debe dejar de realizar su talento presionando un botón que enciende una gran cruz roja. Si las tres X aparecen, el participante queda automáticamente eliminado, sin poder finalizar su presentación. El ganador de la primera temporada recibió un premio en dinero que equivale a 10 millones de pesos y la posibilidad de presentarse en la versión número 52 del Festival Internacional de la Canción de Viña del Mar, el segundo lugar un premio de 3 millones de pesos y el tercero 1 millón.

### Conducción
La cuarta temporada del espacio estará a cargo de la española Eva Gómez, quien reemplazará a Rafael Araneda.

### Jurado
- Antonio Vodanovic: presentador y productor de televisión chileno, animó por 29 años el Festival Internacional de la Canción de Viña del Mar (primera-sexta temporada)
- Bombo Fica: humorista chileno de amplia trayectoria televisiva y triunfador en el Festival de Viña del Mar (cuarta a sexta temporada)
- Carolina de Moras: modelo y conductora de televisión (cuarta a sexta temporada)
- Lucía López: periodista, conductora de radio y televisión. Reemplazo de Carolina de Moras.
- Rodrigo Salinas: comediante y dibujante. Reemplazo de Bombo Fica.
- Rodrigo Díaz: Bailarín, actor y ganador de Fiebre de Baile de CHV y Rojo Fama Contrafama de TVN (primera a tercera temporada).
- Francisca García-Huidobro: Presentadora de televisión, actriz y exjurado de Fiebre de Baile de CHV (primera a tercera temporada).

## Primera temporada
La primera temporada de Talento Chileno fue transmitida por CHV y conducida por Julián Elfenbein con un jurado compuesto por Antonio Vodanovic, Francisca García-Huidobro y Rodrigo Díaz. El programa fue emitido en horario prime con altos índices de audiencia televisivos. Al final de la temporada, el público eligió a Camila Silva. [cita requerida]

## Segunda temporada
Durante la quinta gala semifinal de la primera temporada se dio a conocer la primera fecha de audiciones para la segunda temporada correspondiente al 2 de diciembre de 2010 en el Mall Florida Center en Santiago. La segunda temporada debutó en televisión a mediados de 2011 con la conducción de Rafael Araneda. Se realizaron más audiciones en otras ciudades como Concepción y Arica.
El ganador de la segunda temporada de "Talento Chileno" fue el obrero de la construcción Ignacio Venegas.

### Semifinal
La segunda temporada contó con seis episodios destinados a la semifinal: Cada noche se presentaron diez participantes y dos clasificaron a la final, elegidos entre votación popular y decisión de los jueces.
| Claves | Cruz | Elección del jurado | Ganó por el público | Pasó al momento final |

#### Gala 1
| Participante      | Categoría                   | Presentación                             | Decisión de los jueces | Decisión de los jueces | Decisión de los jueces |
| Participante      | Categoría                   | Presentación                             | Vodanovic              | García-Huidobro        | Díaz                   |
| ----------------- | --------------------------- | ---------------------------------------- | ---------------------- | ---------------------- | ---------------------- |
| Gravedad Zero     | Grupo de break dance        | Mix musical                              | —                      | —                      | —                      |
| Miguel Barriga    | Humorista                   | Rutina de humor                          | —                      | —                      | —                      |
| Marcelo Ramírez   | Transformista               | "Soy lo que soy" de Sandra Mihanovich    | —                      | —                      | —                      |
| Kiñerün Alün      | Grupo de patinaje artístico | Mix musical                              | —                      | —                      | —                      |
| Ilié Castillo     | Cantante                    | "Alturas de Macchu Picchu" de Los Jaivas | —                      | —                      | —                      |
| The Impact Show   | Dúo humorístico             | Rutina de humor                          |                        | —                      |                        |
| Nicole Muñoz      | Bailarina                   | Espectáculo de Danza árabe               | —                      | —                      | —                      |
| Gustavo Olivos    | Cantante                    | "Let me try again" de Frank Sinatra      | —                      |                        | —                      |
| Braulio y Liandro | Dúo de acróbatas            | Mix musical                              | —                      | —                      | —                      |
| Gustavo Labbé     | Músico                      | Interpretación musical indígena          | —                      | —                      | —                      |

- Notas

Ilié Castillo ganó la gala con la primera mayoría en votación del público, mientras que Gustavo Olivos y The Impact Show fueron los otros dos beneficiados con el voto popular, el jurado decidió por dos votos contra uno que The Impact Show obtiene el segundo lugar de la noche y también pasa a la final de temporada.

#### Gala 2
| Participante          | Categoría              | Presentación                                             | Decisión de los jueces | Decisión de los jueces | Decisión de los jueces |
| Participante          | Categoría              | Presentación                                             | Vodanovic              | García-Huidobro        | Díaz                   |
| --------------------- | ---------------------- | -------------------------------------------------------- | ---------------------- | ---------------------- | ---------------------- |
| Banda La Teruka       | Grupo Tropical         | Mix musical                                              | —                      | —                      | —                      |
| The Bike Show         | Dúo acrobático         | Rutina de acrobacias en bicicleta                        | —                      | —                      | —                      |
| Mary con Tito         | Dúo humorístico        | Rutina de humor                                          | —                      | —                      | —                      |
| Yerko Difonis         | Pianista               | Versión en piano de "Gracias a la vida" de Violeta Parra | —                      | —                      |                        |
| Felipe Oyarzo         | Imitador               | Rutina de mil voces                                      |                        |                        | —                      |
| Cristian Miranda      | Bailarín de Breakdance | Mix musical                                              | —                      | —                      | —                      |
| Gabriela Pulgar       | Cantante               | "Bleeding Love" de Leona Lewis                           | —                      | —                      | —                      |
| Hand Life             | Grupo de pantomima     | Interpretación de "Hand Mime"                            | —                      | —                      | —                      |
| Génesis y Pablo Rojas | Dúo musical            | "Color Esperanza" de Diego Torres                        | —                      | —                      | —                      |
| Paloma y Maximiliano  | Bailarines             | Interpretación de tango                                  | —                      | —                      | —                      |

- Notas

Cristián Miranda ganó la gala con la primera mayoría en votación del público, mientras que Yerko Difonis y Felipe Oyarzo fueron los otros dos beneficiados con el voto popular, el jurado decidió por dos votos contra uno que Felipe Oyarzo obtiene el segundo lugar de la noche y también pasa a la final de temporada.

#### Gala 3
| Participante        | Categoría             | Presentación                                                 | Decisión de los jueces | Decisión de los jueces | Decisión de los jueces |
| Participante        | Categoría             | Presentación                                                 | Vodanovic              | García-Huidobro        | Díaz                   |
| ------------------- | --------------------- | ------------------------------------------------------------ | ---------------------- | ---------------------- | ---------------------- |
| Juan Francisco León | Cantante              | "Balada de la Trompeta" de Raphael                           | —                      | —                      | —                      |
| Poder Latino        | Grupo de Street dance | Mix musical                                                  | —                      | —                      | —                      |
| Javiera Troncoso    | Cantante ranchera     |                                                              | —                      | —                      | —                      |
| Sweet Boy           | Dúo humorístico       | Interpretación de parodias musicales                         | —                      | —                      | —                      |
| Julián Ortiz        | Bailarín de capoeira  | Espectáculo de capoeira                                      | —                      | —                      | —                      |
| Matías González     | Imitador              | Rutina de imitación humorística                              | —                      | —                      | —                      |
| Agustín Berstein    | Contorsionista        | Espectáculo de contorsionismo                                | —                      | —                      | —                      |
| Rosa y Pamela Páez  | Dúo musical           | "Amiga" de Ana Gabriel y Vicky Carr                          |                        |                        |                        |
| Raúl Aravena        | Tragasables           | Rutina de Tragasables múltiples, de diferente forma y tamaño | —                      | —                      | —                      |

## Tercera temporada
La tercera temporada de Talento Chileno fue transmitida por CHV y conducida por Rafael Araneda. Como jurado nuevamente estuvieron Antonio Vodanovic, Francisca García-Huidobro y Rodrigo Díaz. El programa se estrenó en el primer semestre del 2012 en horario prime. Su ganadora fue Susana Sáez, quien interpretó música de origen mapuche.

## Cuarta temporada
La cuarta temporada de Talento Chileno se estrena el lunes 7 de octubre de 2013 por las pantallas de Chilevisión, reemplazando al programa Salta si puedes. En esta temporada asuma Eva Gómez a la conducción, Carolina de Moras al jurado en reemplazo de Francisca García-Huidobro y el humorista Bombo Fica en reemplazo de Rodrigo Díaz. Sus ganadores fueron los bailarines Carolina Llanos y Felipe Almonacid.

## Quinta temporada
La quinta temporada se realizó durante 2014. Su ganador fue el intérprete de rancheras Hugo Macaya.

## Sexta temporada
La sexta temporada se emitió en 2015. El también cantante de rancheras Cristofer Mera se consagró como ganador, mientras que el grupo Samsara ganó la categoría sub-17.

## Recepción
El programa fue alabado por la crítica, generando mayormente opiniones positivas, destacando la característica del programa al generar un buen rendimiento de sintonía y a su vez calidad en un canal de televisión en que su mayor parte de programación está basado en la farándula
y prensa amarillista. Jimena Villegas de El Mercurio destaca la calidad de esta versión local del programa, resaltando que Chilevisión fue capaz de colocar un excelente programa de televisión en la pantalla y que era novedoso en la pantalla local en una edición estelar. Claudia Guzmán también de El Mercurio comentó la gran capacidad de edición y producción del equipo de Juan Pablo González, productor ejecutivo del espacio, además del logro de una progresión dramática durante todo el programa.
Rodrigo Munizaga de La Tercera dijo que el programa sin ser creativo logró ser muy bien adaptado a la realidad chilena,  logrando mezclar esos detalles de telerrealidad que se ve a menudo en la televisión actual con la de antaño que dominaba la década de los 80.

### Premios y nominaciones
| Año  | Premio           | Categoría                    | Participante     | Resultado |
| ---- | ---------------- | ---------------------------- | ---------------- | --------- |
| 2010 | Premios TV Grama | Mejor programa estelar       | Talento chileno  | Ganador   |
| 2010 | Premios TV Grama | Mejor animador de televisión | Julián Elfenbein | Nominado  |

### Índices de audiencia
| Primera temporada | Primera temporada        | Primera temporada | Primera temporada   | Primera temporada | Primera temporada | Primera temporada |
| Programa          | Fecha de emisión         | Audiencia         | Cuota de pantalla % | Diario            | Semanal           | Referencia        |
| ----------------- | ------------------------ | ----------------- | ------------------- | ----------------- | ----------------- | ----------------- |
| Primera audición  | 27 de septiembre de 2010 | 3.1 millones      | 30.8                | 1                 | 1                 | [ 13 ]            |
| Segunda audición  | 4 de octubre de 2010     | 3 millones        | 30.0                | 1                 | 1                 | [ 14 ]            |
| Tercera audición  | 11 de octubre de 2010    | 2.9 millones      | 29.2                | 1                 | 1                 | [ 15 ]            |
| Cuarta audición   | 18 de octubre de 2010    | 3 millones        | 30.3                | 1                 | 1                 | [ 16 ]            |
| Quinta audición   | 25 de octubre de 2010    | 3 millones        | 30.1                | 1                 | 1                 | [ 17 ]            |
| Preselección      | 25 de octubre de 2010    | 3 millones        | 30.1                | 1                 | 1                 | [ 17 ]            |
| Gala 1            | 1 de noviembre de 2010   | 2.9 millones      | 29.1                | 1                 | 1                 | [ 18 ]            |
| Gala 2            | 8 de noviembre de 2010   | 3.1 millones      | 30.7                | 1                 | 1                 | [ 19 ]            |
| Gala 3            | 15 de noviembre de 2010  | 2.9 millones      | 28.7                | 1                 | 2                 | [ 20 ]            |
| Gala 4            | 22 de noviembre de 2010  | 2.8 millones      | 28.0                | 1                 | 2                 | [ 21 ]            |
| Gala 5            | 29 de noviembre de 2010  | 2.4 millones      | 24.4                | 1                 | 2                 | [ 22 ]            |
| Gala 6            | 6 de diciembre de 2010   | 2.4 millones      | 24.1                | 1                 | 2                 | [ 23 ]            |
| Final             | 13 de diciembre de 2010  | 3 millones        | 30.4                | 1                 | 2                 | [ 24 ]            |
| Segunda temporada |                          |                   |                     |                   |                   |                   |
| Programa          | Fecha de emisión         | Audiencia         | Cuota de pantalla % | Diario            | Semanal           | Referencia        |
| Primera audición  | 6 de junio de 2011       | 2.8 millones      | 25.8                | 1                 | 1                 | [ 25 ]            |
| Segunda audición  | 13 de junio de 2011      | 3.5 millones      | 30.5                | 1                 | 1                 | [ 26 ]            |
| Tercera audición  | 20 de junio de 2011      | 2.8 millones      | 29.8                | 1                 | 1                 | [ 27 ]            |
| Cuarta audición   | 27 de junio de 2011      | 2.5 millones      | 27.5                | 1                 | 1                 | [ 28 ]            |
| Quinta audición   | 4 de julio de 2011       | 1.9 millones      | 18.9                | 5                 | 3                 | [ 29 ]            |
| Preselección      | 4 de julio de 2011       | 1.9 millones      | 18.9                | 5                 | 3                 | [ 29 ]            |
| Gala 1            | 11 de julio de 2011      | 2.6 millones      | 27.6                | 1                 | 1                 | [ 30 ]            |
| Gala 2            | 18 de julio de 2011      | 2.2 millones      | 24.2                | 1                 | 1                 | [ 31 ]            |
| Gala 3            | 25 de julio de 2011      | 2.8 millones      | 25.8                | 1                 | 1                 | [ 32 ]            |
| Gala 4            | 1 de agosto de 2011      | 2.7 millones      | 25.7                | 1                 | 1                 | [ 33 ]            |
| Gala 5            | 8 de agosto de 2011      | 2.9 millones      | 22.9                | 1                 | 1                 | [ 34 ]            |
| Gala 6            | 15 de agosto de 2011     | 2.2 millones      | 22.2                | 1                 | 1                 | [ 35 ]            |

## Controversias
Julián Elfenbein durante la primera semana de noviembre de 2010 firmó contrato para integrarse a Televisión Nacional de Chile como rostro oficial del canal estatal iniciando como presentador de la versión chilena de The X Factor, su salida de Chilevisión resultó ser tremendamente mediática y cubierta por los medios de prensa, sin embargo a pesar de esto el canal decidió mantenerlo en pantalla hasta que finalizara la primera temporada de Talento Chileno, programa el cual estará a cargo en su segunda temporada durante el 2011 por Rafael Araneda quien al contrario de Elfenbein emigra de TVN para incorporarse a CHV.
Según se informó en los medios de prensa y en la misma final del programa, el ganador de la primera temporada se presentará en el Festival de Viña del Mar 2011, en este caso, la ganadora Camila Silva sería parte del espectáculo. Sin embargo la alcaldesa de Viña del Mar Virginia Reginato le informó al diario La Cuarta que no estaba de acuerdo en que Silva se presentará dentro del certamen ya que no cumple la categoría de artista importante y para promocionar artistas emergentes hay otras instancias.

Estoy de acuerdo con darle la oportunidad a los artistas emergentes en el contexto de nuestro gran evento musical, pero para ello hay otras instancias, como los opening (oberturas), la gala, el lanzamiento del Festival ante las organizaciones comunitarias, etc.
Virginia Reginato, La Cuarta

Yo voy a cantar, eso es lo que me gusta. No sé muy bien al respecto de toda esa noticia, pero lo que sí sé es que voy a cantar en el Festival y que lo voy a hacer con el alma.
Camila Silva, La Cuarta